# Mensú
Mensú es el nombre que recibe el trabajador rural de la selva en la zona de Paraguay y las provincias argentinas de Corrientes y Misiones, y en particular el trabajador de las plantaciones de yerba mate. El término, de origen guaraní, proviene de la palabra española "mensual", referida a la frecuencia del pago del salario. Históricamente, el trabajo del mensú ha sido tradicionalmente asimilado —y considerado— a un régimen servil o de semiesclavitud.

## Características
Desde fines del siglo XIX se establecieron en Paraguay y el noreste argentino plantaciones de yerba mate que impusieron regímenes de trabajo forzado en condiciones abiertamente esclavas. Los mensúes solían ser reclutados por contratistas en puestos ubicados en cercanías a los puertos fluviales y transportados a las plantaciones donde eran instalados en barracas inhabitables. Utilizando mecanismos de endeudamiento fraudulento, mediante la venta monopolista de alimentos y préstamos usurarios, las empresas constituían al mensú en una situación de deudor permanente a fin de no pagar salarios. De este modo los mensúes se veían obligados a continuar trabajando hasta cancelar sus deudas. Los intentos de abandonar las plantaciones eran castigados con azotes o la muerte. También constituía una práctica habitual la violación de las mujeres de los mensúes por parte de los capataces y gerentes de las plantaciones.
A partir del gobierno de Hipólito Yrigoyen (Unión Cívica Radical) en 1916, los mensúes en Argentina comenzaron a tener una cierta libertad para organizarse sindicalmente, que llevaron en los años 1920 a grandes luchas y huelgas y cruentas represiones en la zona del Alto Paraná.
Con la llegada del peronismo en 1946 y la organización de una extensa red de policía de trabajo las empresas que utilizaban la mano de obra esclava del mensú comenzaron a reducirse hasta desaparecer prácticamente y ser reemplazadas por las modernas plantaciones, en las que las condiciones de trabajo varían en su calidad, pero en la que ya no se registran condiciones de esclavitud.

## Menciones en la cultura popular
El escritor argentino Alfredo Varela escribió en 1943 una famosa novela titulada El río oscuro, sobre las condiciones de trabajo y lucha de los mensúes. Sobre esa novela se realizó la película Las aguas bajan turbias (1952), dirigida y protagonizada por Hugo del Carril.
Asimismo el escritor paraguayo Augusto Roa Bastos escribió el libro de cuentos El trueno entre las hojas, también sobre las condiciones de explotación de los mensúes y otros trabajadores de Paraguay. Sobre este cuento se realizó la película del mismo nombre (1958), dirigida por Armando Bó, y que señaló el debut cinematográfico de la actriz erótica argentina Isabel Sarli.
El escritor, educador, periodista, activista social y sindicalista paraguayo Francisco Gaona escribió en su libro Introducción a la Historia Gremial y Social del Paraguay, que ellos eran contratados en los juzgados como cosas, como esclavos. Se alojaban hasta tres o cuatro familias en pequeños ranchos miserables. Las esposas de estos trabajadores eran prostituidas y vendidas al mejor postor. Los solteros dormían en el suelo a la intemperie bajo enramadas ya que no había lugar para alojarlos en los ranchos y teniendo que aguantar los rigores climatológicos. Se encontraban afectados por insectos de la región como tunga penetrans, además de padecer de tuberculosis, paludismo, sífilis, etc. Se trabajaba de sol a sol sin interrupción y sin relevo, sin importar si era de madrugada, o si llovía, o si eran niños. Estaban obligados a obtener sus bienes de consumo en los almacenes o proveedurías de la misma empresa, que fijaba precios desmedidos para someterlos a la condición de eternos deudores. Se les cocinaba en latas oxidadas de kerosene lo que pomposamente designaban como alimento, que no alcanzaba para todos y si osaban tomar mayor ración, eran castigados con severidad. El trato era bestial, allí vivían y morían analfabetos casi en su totalidad.
El escritor español Rafael Barrett desarrolló la mayor parte de su producción literaria en Paraguay. Publicó en 1908 una serie de artículos en un diario denunciando la situación en los yerbales y a partir de 1910 estos artículos serían editados como obra, a la que tituló Lo que son los Yerbales Paraguayos y en donde acusaba a empresarios inescrupulosos por la triste y miserable explotación llevada a cabo sobre los peones yerbateros a los que solamente les cabía la esclavitud, el tormento y el asesinato. Describía que en los yerbales no existía el diálogo, sino que se ejercía la violencia física constante a través del látigo; el capataz se hacía llamar Dios. Lentamente a estos hombres, mujeres y niños se les iba anulando de todo rasgo de humanidad. Y era muy raro que un peón llegara a edad avanzada debido a la clase de vida que tenía.
El escritor uruguayo Horacio Quiroga que vivió muchos años en Misiones, también escribió varios cuentos dedicados al mensú. Uno de ellos, titulado Los Mensú, está incluido en su libro Cuentos de amor de locura y de muerte (1918). En 1939, Mario Soffici dirigió la película Prisioneros de la tierra, sobre tres cuentos de Horacio Quiroga, Una bofetada, Un peón y Los destiladores de naranjas adaptados por Ulyses Petit de Murat y Darío Quiroga. La película tiene un fuerte contenido social referido a la explotación del mensú y transcurre en 1915.
El cantante folclórico argentino Ramón Ayala ha compuesto una famosa galopa titulada El Mensú. La primera estrofa de la canción dice:
Selva... Noche... Luna
pena en el yerbal
el silencio vibra
en la soledad,
y el latir del monte
quiebra la quietud
con el canto triste
del pobre mensú.
En una reciente entrevista, el músico Josuelo Schuap reflexionaba sobre el tema con estas palabras:

Un tema representativo de nuestra provincia y creo yo una de las canciones que por hablar del trabajador es uno de los temas más importantes de nuestra discografía. Habla del que cosecha la yerba, que deja su sangre en esa tierra para que luego con el paso del tiempo descubramos que no sólo hay mensúes en el yerbal sino también en Buenos Aires, cuando vemos a los cartoneros que también viven de la misma manera y tienen el mismo concepto del mensú de Misiones. Podemos ver a taxistas que viven como el mensú, maestros de escuela y secretarias de oficina que tienen aire acondicionado pero que también son de la misma forma, por como les pagan y como viven, el mensú a veces también usa saco y corbata. Principalmente creemos que la yerba, que es el producto de nuestra provincia y es pagada con la miseria de los 16 centavos por el kilo de hoja verde también se reproduce en otras latitudes  y en otros campos laborales.